# Eurosport 1
 (novembre 2023).
Eurosport 1, anciennement Eurosport, est une chaîne de télévision payante thématique française consacrée au sport, déclinée de la chaîne sportive pan-européenne Eurosport.

## Histoire de la chaîne
Face à l'inflation des droits sportifs, les deux chaînes sportives pan-européennes Eurosport et son concurrent The European Sport Network (TESN) qui opère Screensport/TV Sport/Sportkanal décident de fusionner le 15 mars 1993. De cette fusion naissent Eurosport (fusion de la version française d'Eurosport avec TV Sport) et Eurosport international (fusion de la version internationale d'Eurosport avec Screensport). Le capital des deux nouvelles chaînes est alors partagé entre les trois actionnaires des deux réseaux d'origine : le groupe Canal+ et l’opérateur américain ESPN (Entertainment and Sports Programming Network) qui contrôlent alors The European Sport Network (Screensport/TV Sport) et le groupe TF1 qui possède alors Eurosport.
Chacun des deux groupes audiovisuels français opère une chaîne. Eurosport est alors contrôlée par la société TV Sport SA, filiale du groupe Canal +, qui remet à l’antenne l’essentiel de ses productions diffusées sur la défunte TV Sport en ménageant une fenêtre d'environ 500 heures par an de programmes spécifiques pour les téléspectateurs français à l’intérieur du programme d’Eurosport diffusé dans toute l’Europe.
Le 31 janvier 2001, le groupe TF1 devient l'unique actionnaire d’Eurosport en rachetant les participations du groupe Canal+ (39 %) et de Havas Images (25 %) qui cèdent leurs droits pour racheter Pathé Sport au groupe Pathé qu’ils rebaptisent Sport+.
À la suite de la cession réalisée par anticipation d'une partie du capital d'Eurosport en janvier 2014, Eurosport est désormais détenue à 20 % par Discovery Networks International France, filiale du groupe américain Discovery Communications, le Groupe TF1 en conservant 80 %,. Discovery souhaite néanmoins devenir également majoritaire dans Eurosport, sachant qu'il l'est déjà dans Eurosport international (51 %). Conséquence du rachat de la chaîne par le groupe Discovery, Eurosport a demandé l'arrêt de sa diffusion sur la TNT payante en application de la réglementation française qui interdit à tout groupe non européen de détenir plus de 20 % d'une chaîne diffusée sur la TNT.
À partir du 10 août 2015, Eurosport n'est plus disponible sur le bouquet câblé Numericable.
Le 12 novembre 2015, elle est renommée Eurosport 1.

## Identité visuelle

### Logos

Logo d'Eurosport du 15 mars 1993 au 24 juin 1994.
Logo d'Eurosport du 24 juin 1994 au 15 janvier 2001.
Logo d'Eurosport du 15 janvier 2001 au 5 avril 2011.
Logo d'Eurosport du  5 avril 2011 au 12 novembre 2015.
Logo d'Eurosport 1 du 12 novembre 2015 au 10 janvier 2022.
Logo d'Eurosport 1 depuis le 11 janvier 2022.

### Logos (HD)

Logo d'Eurosport HD de 2008 à 2009
Logo d'Eurosport HD de 2009 à avril 2011
Logo d'Eurosport HD d'avril 2011 au 12 novembre 2015.
Logo d'Eurosport 1 HD du 12 novembre 2015 au 10 janvier 2022.

## Organisation

### Dirigeants
Président-Directeurs généraux :
- Charles Biétry : 15 mars 1993 - 1er octobre 1998
- Michel Denisot : 2 octobre 1998[5] - 31 janvier 2001
- Jean-Pierre Paoli : 01/02/2001[6] - 31 août 2004
- Laurent-Eric Le Lay : 1er septembre 2004 - 1er juin 2013
- Philippe Denery : depuis le 1er juin 2013

Directeurs généraux :
- Frédéric Chevit : 15 mars 1993 - 1er octobre 1998
- Roch Pellerin : 2 octobre 1998 - 29 mars 2001
- Jacques Behar : 30 mars 2001 - 1er juillet 2003
- Laurent-Eric Le Lay : 2 juillet 2003 - 31 août 2004
- Patrick Goddet : 1er septembre 2004 - 31 août 2010
- Jean-Thierry Augustin : depuis le 1er juin 2013

Directeurs généraux adjoints :
- Roch Pellerin : 30 mars 2001 - 19 décembre 2001
- Laurent-Éric Le Lay : 20 décembre 2001 - 1er juillet 2003
- Roger Zabel : 2 juillet 2003 - 31 août 2004
- Arnaud Simon : depuis le 1er septembre 2010

Directeurs de la rédaction :
- Frédéric Chevit : 15 mars 1993 - 5 février 2001
- Roger Zabel : 6 février 2001 - 1er juillet 2003
- Patrice Dumont : 2 juillet 2003 - 31 mars 2008
- Christophe Jammot : 31 mars 2008 - 1er décembre 2012
- Jérôme Papin : jusqu'au 30 juin 2018
- Géraldine Pons : 12 juillet 2018

### Journalistes
Journalistes, présentateurs et commentateurs
Biathlon
- Gilles Della Posta
- Simon Dos Santos

Football
- Thomas Bihel
- Christophe Bureau
- Simon Dos Santos
- Alexandre Pasteur
- Hakim Djelouat

Ski Alpin
- François-Xavier Rallet

Rugby à XV
- Olivier Canton
- Nicolas Delage

Sports Mécaniques
- Jacques Leunis (WTCC, 24 Heures du Mans)
- Thomas Bihel (24 Heures du Mans...)
- Laurent Rigal (Moto2, Moto3)
- Gilles Della Posta (Endurance Moto)

Tennis
- Bruno Cuaz
- Frédéric Verdier
- Bertrand Millard

Cyclisme
- Steve Chainel
- Jacky Durand
- David Moncoutié

Snooker
- Roland Tchertoff
- Bruno Leprat
- François Delmotte
- Bruno Scagliotti

Multisports
- Alexandre Pasteur (cyclisme, ski alpin, football, natation...)
- Christophe Bureau (football, boxe anglaise, natation...)
- Pauline Schatz (tennis, ski alpin)
- Bruno Cuaz (tennis, ski alpin, snooker...)
- Simon Dos Santos (football, natation, ski de fond, snooker...)
- Hakim Djelouat (football, beach-soccer, boxe anglaise, hockey sur glace...)
- Jacques Leunis (équitation, sports mécaniques)
- Marc Chavet (sports US, catch, fight, boxe, sport divertissement, snooker)
- Frédéric Verdier (tennis, snooker...)
- Bertrand Milliard (tennis, football, athlétisme, haltérophilie, snooker, tennis de table)
- Anthony Drevet (ski alpin, sports mécaniques)
- Benoît Daniel (basketball, volley ball, tennis, snooker, tennis de table)
- Alban Lepoivre (tennis, snooker, tennis de table...)
- Olivier Canton (Rugby, tennis, snooker, ski alpin...)
- Thomas Bihel (football, sports mécaniques, tennis, snooker...)
- François-Xavier Rallet (ski alpin, tennis, handball...)

Principaux consultants
- Paul Belmondo (auto)
- Stéphane Caristan (athlétisme)
- Dominique Chauvelier (athlétisme)
- Olivier Panis (auto)
- Jacques Laffite (auto)
- Sandrine Bailly (biathlon)
- Florence Baverel (biathlon)
- Lois Habert (biathlon)
- Steve Chainel (cyclisme)
- Jacky Durand (cyclisme)
- David Moncoutié (cyclisme)
- Marion Rousse (cyclisme)
- Audrey Cordon-Ragot (cyclisme)
- Roxane Fournier (cyclisme)
- Alain Boghossian (football)
- Frank Lebœuf (football)
- Steve Savidan (football)
- Olivier Dacourt (football)
- Jérôme Fernandez (handball)
- Amélie Goudjo (handball)
- Eric Hélary (auto)
- Régis Laconi (moto)
- Sophie Kamoun (natation)
- Olivier Magne (rugby)
- Christian Califano (rugby)
- Sandra Laoura (ski)
- Anemone Marmottan (ski alpin)
- Florence Masnada (ski alpin)
- Marie Marchand-Arvier (ski alpin)
- Margot Bailet (ski alpin)
- Nastasia Noens (ski alpin)
- Pierre-Emmanuel Dalcin (ski alpin)
- Johan Clarey (ski alpin)
- Gauthier de Tessieres (ski alpin)
- Amélie Mauresmo (tennis)
- Émilie Loit (tennis)
- Georges Goven (tennis)
- Justine Hénin (tennis)
- Patrick Mouratoglou (tennis)
- Stéphane Houdet (tennis)*
- Florent Serra (tennis)
- Camille Pin (tennis)
- Nicolas Escudé (tennis)
- Henri Leconte (tennis)
- Arnaud Di Pasquale (tennis)
- Sébastien Lacroix (Combiné nordique)
- Arnaud Clément (tennis)
- Stéphane Ochoiski (snooker)
- Laura Gasnier (tennis de table)
- Cedric Pioline (tennis)

### Siège

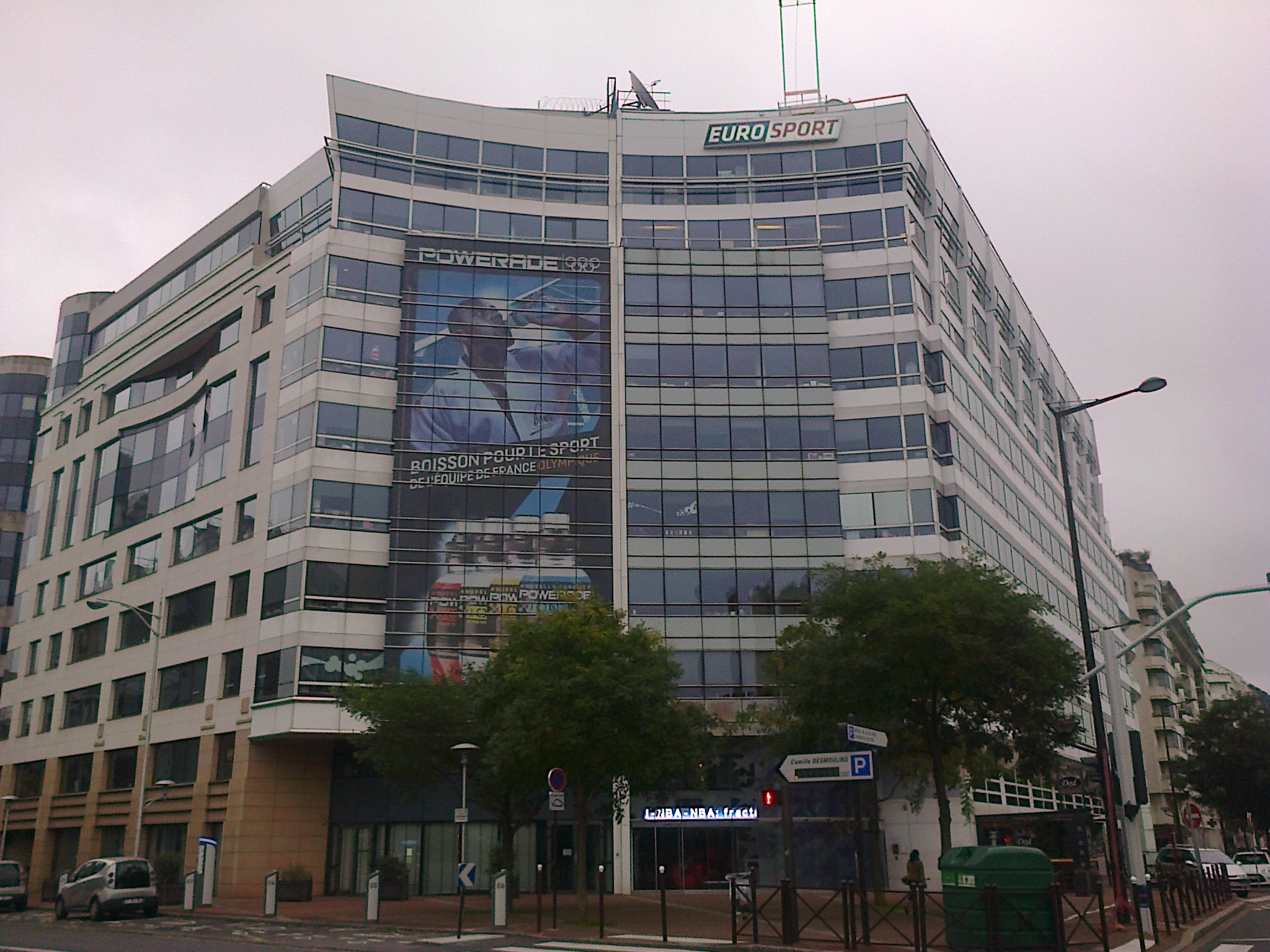
Siège de la chaîne à Issy-les-Moulineaux

Le siège d'Eurosport est installé à Issy-les-Moulineaux dans les Hauts-de-Seine dans un immeuble qui est aussi le siège du groupe Eurosport.

### Capital
Du 15 mars 1993 à janvier 2001, TV Sport SA, société éditrice d’Eurosport, est alors détenue à 39 % par le groupe Canal+, à 25 % par Havas Image, 26 % par le groupe TF1 et 10 % par ESPN qui les cède au groupe TF1 en mai 2000.
Eurosport (valorisé à 85 millions d'euros en janvier 2014), est alors détenu à 80 % par le groupe TF1 et 20 % par Discovery Networks International France, filiale de Discovery Communications,. À la suite de la cession réalisée par anticipation d'une partie du capital d'Eurosport en janvier 2014, la chaîne est détenue à 51 % par Discovery Networks International France et à 49 % par le groupe TF1 le 1er janvier 2015. Discovery Networks International France cède le groupe TF1 depuis le 23 juillet de la même année.

## Programmes
Eurosport est entièrement consacrée au sport.

### Sports d'hiver
- Coupe du monde de ski alpin
- Championnats du monde de ski alpin
- Coupe du monde de ski de fond
- Tournée des quatre tremplins
- Coupe du monde de saut à ski
- Coupe du monde de combiné nordique
- Championnats du monde de ski nordique
- Coupe du monde de biathlon
- Championnats du monde de biathlon
- Coupe du monde de la luge
- Championnats du monde de luge
- Championnats du monde de snowboard
- Championnats du monde de ski freestyle
- Championnats d'Europe de patinage artistique
- Championnats du monde de patinage artistique
- Trophée de France
- Internationaux Patinage Canada
- Championnats du monde de curling
- Jeux olympiques de la jeunesse

### Sports mécaniques
- WTCR
- eTouring Car World Cup
- MotoGP jusqu'à fin 2018
- Superbike
- Rallye Dakar
- Championnat d'Europe des rallyes
- Championnat du monde d'endurance FIA auto et moto
- 24 Heures Moto
- 24 Heures du Mans
- Bol d'or
- Formule E
- Championnat du monde de motocross.

### Cyclisme
- Tour de France et les classiques françaises jusqu'en 2025
- Tour d'Espagne et les classiques espagnoles jusqu'en 2025
- Tour d'Italie et les classiques italiennes de 2021 à 2025

UCI World Tour
- Australie
  - Tour Down Under (depuis 2017)[8]
  - Cadel Evans Great Ocean Road Race (depuis 2017)[8]

- Belgique
  - Circuit Het Nieuwsblad (depuis 2021)
  - À travers les Flandres (depuis 2015)[9]
  - Gand-Wevelgem (depuis 2021)[8],[9]

- Italie
  - Strade Bianche (2021-2025)
  - Tirreno-Adriatico (2021-2025)[8]
  - Milan-San Remo (2021-2025)[8]
  - Tour de Lombardie (2021-2025)[8]

- Suisse
  - Tour de Romandie (depuis 2021)[8]
  - Tour de Suisse (depuis 2021)

UCI America Tour
- Canada
  - Tour d'Alberta (depuis 2021)

- États-Unis
  - Tour de l'Utah (depuis 2021)

UCI Asia Tour
- Émirats arabes unis
  - Tour de Dubaï (depuis 2021)[8]

UCI Europe Tour
- Belgique
  - Grand Prix de l'Escaut (depuis 2021)
  - Flèche brabançonne (depuis 2021)[8]
  - Brussels Cycling Classic (depuis 2021)[8]

Autres :
- Championnats de France de cyclisme sur route jusqu'en 2020
- Championnats de France de cyclisme sur piste jusqu'en 2020
- Tour du Pays basque
- Tour des Flandres
- Tour de Catalogne
- Tour d'Andalousie
- Tour de Californie
- Grand Prix de Plouay
- Paris-Roubaix jusqu'en 2025
- Paris-Tours
- Paris-Nice jusqu'en 2025
- la Flèche wallonne jusqu'en 2025
- Liège-Bastogne-Liège jusqu'en 2025
- L'Amstel Gold Race jusqu'en 2025
- La Classique de Saint-Sébastien

### Tennis
- Roland-Garros (2005-2020)[10]
- US Open (-2027)[11]
- Open d'Australie (1995-2031)[12]
  - Tournois ATP de Brisbane et de Sydney, Hopman Cup et World Tennis Challenge (en) (2017-2031)[13]
- ATP Masters 1000 - les 9 tournois en intégralité (2019-2026)[14],[15]
- ATP Finals (2019-2023)[15]
- Next Generation ATP Finals (2019-2023)[15]
- ATP 500 - les 13 tournois en intégralité (2019-2026)[15]
- ATP 250 - 13 tournois par saison (2019-2026)[15]
- Tournoi de tennis de Saint-Pétersbourg
- WTA Premier Events quelques tournois
- WTA International Events quelques tournois

### Handball
- Ligue des champions de handball  (dès 2020)
- Ligue européenne de handball (dès 2020)
- Coupe de l'EHF : finales (dès 2021)
- Championnat de France masculin de handball (2005-2011)

### Boxe
- Probellum (depuis 2022)
- Championnats du monde WBA,WBO, IBF, IBO (depuis 2022)
- Championnats du monde de boxe amateur
- Combats d’Estelle Yoka-Mossely (depuis 2022)

### Lutte
- Championnats d'Europe de lutte
- Championnats du monde de lutte
- Tournoi de qualification olympique de lutte (depuis 2021)

### Haltérophilie
- Championnats d'Europe d'haltérophilie (depuis 2021)

### Basket-ball
- Championnat d’Italie de basket-ball (2019-2020)

### Rugby
- Pro D2 en intégralité et en exclusivité sauf une affiche en différé (jusqu'en 2020)
- Élite 1 féminine plusieurs affiches dont la finale

### Football
- Coupe de France en intégralité jusqu'en 2022
- Championnat de Norvège depuis 2020
- Coupe de France Féminine jusqu'en 2022

Anciennes diffusions :
- Ligue 2 jusqu'en 2016
- Ligue des champions féminine jusqu’en 2012
- Championnat de France féminin jusqu’en 2018
- Supercoupe d'Italie jusqu'en 2018
- Coupe d’Italie jusqu’en 2018
- Coupe du monde féminine jusqu'en 2015
- Championnat d'Europe féminin jusqu'en 2017
- Coupe du monde en 2002 et 2006

### Natation
- Championnats d'Europe de natation jusqu'en 2020
- Championnats du monde de natation (International Swimming League)

### Athlétisme
- Marathon de Paris
- Marathon de New York
- Marathon de Londres
- Marathon de Boston depuis 2021
- Marathon de Chicago depuis 2021
- World Indoor Meetings (Certaines Meetings)
- Championnats du monde d'athlétisme jusqu'en 2017
- Championnats d'Europe d'athlétisme
- Championnats du monde d'athlétisme en salle jusqu'en 2019

### Hockey sur glace
- Tournoi de Hockey sur Glace de l'Universiade
- Jeux olympiques de la jeunesse d'hiver

### Snooker
- La plupart des tournois majeurs ― sauf le championnat de la ligue et le championnat du circuit) ―
- Quelques tournois sur invitation ― Masters de snooker ―

### Voile
- Extreme Sailing Series
- Vendée Globe
- Transat Jacques Vabre

### Volley ball
- Championnat de France féminin
- Ligue des champions de volley-ball masculin
- Ligue des champions de volley-ball féminin

### Équitation
- Global Champions Tour
- Winter Equestrian Festival
- Coupe du Monde de Jumping
- Coupe des Nations de Jumping

### Escalade
- Coupe du monde d'escalade (depuis 2022)
- Championnats du monde d'escalade (depuis 2022)

### Fléchettes
- Championnat du monde de fléchettes (depuis 2022)

### Golf
- Masters de golf

La chaîne diffuse les résumés des tournois du week-end précédent.

### Multisports
- Jeux olympiques d'été
- Jeux olympiques d'hiver

## Diffusion
Depuis sa création, Eurosport est diffusée par câble en France, en Belgique, en Suisse romande et à Monaco. Elle est aussi diffusée en France par satellite uniquement au sein de Canalsat à la suite d'un accord d'exclusivité, puis devient accessible en dehors de Canalsat, en IPTV sur les bouquets optionnels de certaines FAI comme SFR depuis le 2 janvier 2012, puis Orange et Bouygues Telecom depuis le 3 janvier. La chaîne n'a pas été disponible sur Free et DartyBox.
La chaîne est aussi diffusée en France sur le canal 39 (puis sur le canal 49 à partir du 12 décembre 2012) de la  TNT payante à partir du 21 novembre 2005 via l'offre « Minipack » de Canal+ (comprenant également les chaînes Paris Première, Planète et Canal J). Eurosport quitte finalement la TNT le 21 janvier 2015.
Eurosport HD a commencé à émettre en haute définition à partir de novembre 2008 sur le bouquet Canalsat.
Eurosport et Eurosport 2 sont désormais en exclusivité sur Canalsat, depuis le 26 février 2015.
L'exclusivité avec Canal+ pour les chaînes Eurosport s'est terminée fin 2020 . Les chaînes Eurosport 1 et Eurosport 2 sont diffusées sur les canaux 55 et 56 du réseau Bouygues Telecom, marquant la fin de l'exclusivité Canal+. Elles seront bientôt disponibles chez Orange et SFR. Alors que l'accord de diffusion des chaînes Eurosport 1 et Eurosport 2 arrivait à échéance le 14 novembre 2024, un accord a finalement été trouvé et signé, au grand bonheur de Canal+.
| Satellite | ADSL/Fibre | ADSL/Fibre       | ADSL/Fibre   | ADSL/Fibre   | ADSL/Fibre | Câble        |
| --------- | ---------- | ---------------- | ------------ | ------------ | ---------- | ------------ |
| Canal+    | Freebox TV | Bouygues Telecom | SFR          | Orange       | Canal+     | SFR Câble    |
| 72 (HD)   | 33 (HD)    | 55 (HD)          | Indisponible | Indisponible | 72 (HD)    | Indisponible |

## Audience
| Période                         | PdA en % | Téléspectateurs par mois |
| ------------------------------- | -------- | ------------------------ |
| novembre 1999 – décembre 1999   | 1,9 %    | 2,716 millions           |
| 30 décembre 2002 - 15 juin 2003 | 1,3 %    | NC                       |
| septembre 2003 - février 2004   | 1,3 %    | NC                       |

## Polémique

### Diffusion du Tour d'Italie sur Eurosport Player
Lors de l'acquisition des droits de diffusion du tour d'Italie et des courses italiennes de cyclisme, Eurosport a choisi de diffuser ces compétitions sur Eurosport Player. Un choix qui n'est pas du goût des abonnés Canal+ qui ont accès aux chaînes Eurosport et doivent souscrire un abonnement supplémentaire et posséder d'une connexion Internet pour pouvoir y accéder, certains abonnés ont décidé de faire l'impasse.